# Bảng chữ cái Syriac
Bảng chữ cái Syriac (ܐܠܦ ܒܝܬ ܣܘܪܝܝܐ ʾālep̄ bêṯ Sūryāyā) hay Chữ Syriac là một hệ thống chữ viết sử dụng chủ yếu cho tiếng Syriac từ thế kỷ 1 CN. Đây là một trong những abjad Semit bắt nguồn trực tiếp từ bảng chữ cái Aram và có nhiều tương đồng với các bảng chữ cái Phoenicia, Hebrew, Ả Rập, và Mông Cổ cổ điển.

## Unicode
Sau đây là khối mã ký tự chữ viết Syriac, phạm vi từ U+0700–U+074F và khối mã ký tự chữ viết Malayalam Suriyani có tên khối là "Syriac Supplement", phạm vi từ U+0860–U+086F:
| Bảng Unicode chữ Syriac Official Unicode Consortium code chart: Syriac. Version 13.0. |   |   |   |   |   |   |   |   |   |   |   |   |   |   |   |      |
|                                                                                       | 0 | 1 | 2 | 3 | 4 | 5 | 6 | 7 | 8 | 9 | A | B | C | D | E | F    |
| U+070x                                                                                | ܀ | ܁ | ܂ | ܃ | ܄ | ܅ | ܆ | ܇ | ܈ | ܉ | ܊ | ܋ | ܌ | ܍ |   | ܏ SAM |
| U+071x                                                                                | ܐ | ܑ  | ܒ | ܓ | ܔ | ܕ | ܖ | ܗ | ܘ | ܙ | ܚ | ܛ | ܜ | ܝ | ܞ | ܟ    |
| U+072x                                                                                | ܠ | ܡ | ܢ | ܣ | ܤ | ܥ | ܦ | ܧ | ܨ | ܩ | ܪ | ܫ | ܬ | ܭ | ܮ | ܯ    |
| U+073x                                                                                | ܰ  | ܱ  | ܲ  | ܳ  | ܴ  | ܵ  | ܶ  | ܷ  | ܸ  | ܹ  | ܺ  | ܻ  | ܼ  | ܽ  | ܾ  | ܿ     |
| U+074x                                                                                | ݀  | ݁  | ݂  | ݃  | ݄  | ݅  | ݆  | ݇  | ݈  | ݉  | ݊  |   |   | ݍ | ݎ | ݏ    |
| Syriac Supplement (Official Unicode Consortium code chart)                            |   |   |   |   |   |   |   |   |   |   |   |   |   |   |   |      |
| U+086x                                                                                | ࡠ | ࡡ | ࡢ | ࡣ | ࡤ | ࡥ | ࡦ | ࡧ | ࡨ | ࡩ | ࡪ |   |   |   |   |      |

Khối Unicode trên bao gồm một mã ký tự điều khiển đặc biệt là Dấu viết tắt chữ Syriac (U+070F) để hỗ trợ việc viết tắt.